# Duché de Styrie
Pour les articles homonymes, voir Styrie.
1180–1918
Entités précédentes :
- Marche de Styrie

Entités suivantes :
- Land de Styrie au sein de la  république d'Autriche allemande
- État des Slovènes, Croates et Serbes

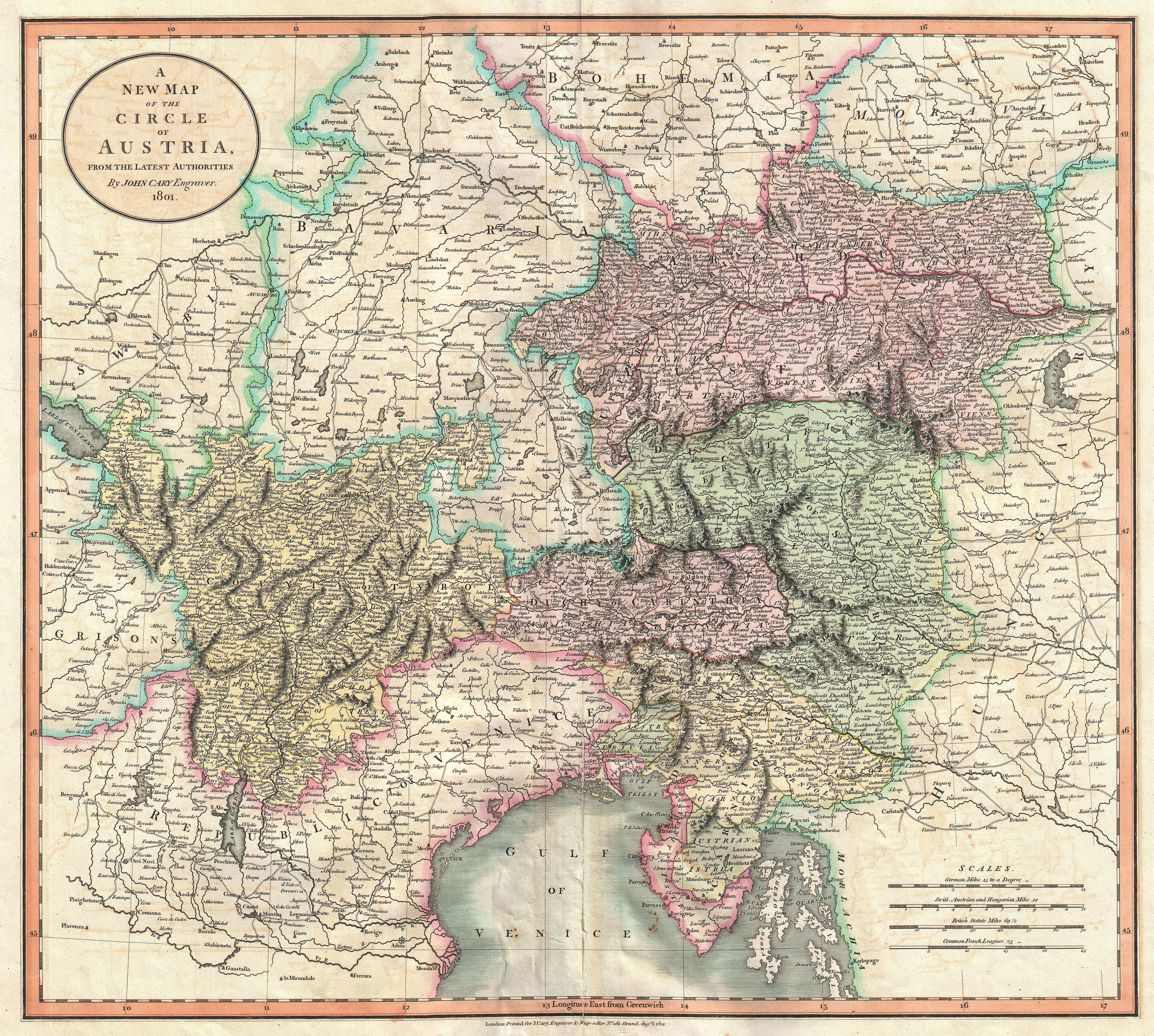
Le duché de Styrie (en vert) dans le cercle d'Autriche.

Le duché de Styrie en 1850.

Le duché de Styrie (en vert) dans l'Autriche intérieure.

Le duché de Styrie (en allemand : Herzogtum Steiermark, en slovène : Vojvodina Štajerska) était un duché situé dans le Sud de l’actuelle Autriche et au nord de l'actuelle Slovénie. Élevée au rang de duché en 1180, la Styrie a été dirigée en union personnelle par les ducs d'Autriche dès l'an 1192. Reçu par la maison de Habsbourg en 1276, il s'intégrait aux
pays héréditaires autrichiens et devenait partie intégrante de l'Autriche intérieure. 
Le duché fut une principauté et un État du Saint-Empire romain germanique jusqu'à sa dissolution en 1806, puis de l'empire d'Autriche et de l'Autriche-Hongrie jusqu'en 1918. Depuis, il recouvre principalement le Land autrichien de Styrie et la région de Basse-Styrie en Slovénie.

## Historique
Le duché fait suite à la marche de Styrie, un margraviat dans le sud-est du Saint-Empire, initialement sous les auspices des ducs de Carinthie (l'ancienne Carantanie) et repeuplée de paysans d'origine bavaroise. À l'est, sur les bords de la Lafnitz, le territoire des margraves confinait avec le royaume de Hongrie. La Styrie se christianise sous l'égide de l'archidiocèse de Salzbourg ; de nombreux monastéres y furent fondés, dont les abbayes de Göss, d'Admont, de Rein et de Seckau.

## Création
C'est en 1180 que l'empereur Frédéric Barberousse élève le margrave Ottokar IV de Styrie au rang de duc après la condamnation de Henri le Lion cette même année. La Styrie devient ainsi un fief d'Empire et un État autonome, sans que ce pouvoir soit assorti d'obligations envers la Carinthie ou la Bavière. À cette époque, le nouveau duché ne comprenait pas seulement le territoire du land actuel de Styrie et de la Basse-Styrie (dans la Slovénie d'aujourd'hui) mais aussi la région bavaroise le long de la rivière Traun autour de Wels et Steyr, ainsi que le comté de Pitten au nord-est du col de Semmering. 

### Sous le règne des Babenberg

Le duché d'Autriche (en rouge) et la Styrie (strié) au XIIIe siècle.

Le premier duc Ottokar, a été affecté par la lèpre et ne laissa aucun héritier. Le 17 août 1186, quelques années avant sa mort, il avait  conclu le pacte de Georgenberg (Georgenberger Handfeste) avec le duc Léopold V d'Autriche. L'ancien margraviat d'Autriche au nord, la propriété de la maison de Babenberg, avait également été élevé au rang de duché par le Privilegium Minus en 1156. À la mort d'Ottokar en 1192, l'empereur Henri IV par acte du 24 mai accorda le fief de Styrie à Léopold. Ainsi, les deux États sont reliés l'un à l'autre d'une manière inséparable. Le pacte de Georgenberg a été la première mesure visant à former les territoires héréditaires autrichiens.
Les fils du duc Léopold V, Frédéric Ier et Léopold VI, se partagèrent les biens de l'Autriche et de la Sytrie. Après la mort de Frédéric Ier sans héritier en 1198, Léopold VI régna seul jusqu'en 1230. Son fils et successeur Frédéric II le Querelleur était constamment en conflit avec la noblesse locale. C'est pourquoi les nobles styriens s'adressèrent à l'empereur Frédéric II qui confirma le statut de la Styrie en tant qu'État autonome. Un diocèse propre, suffragant à la province ecclésiastique de Salzbourg, a été fondé le 22 juin 1218 à Seckau avec la permission du pape Honoré III.
La lignée des Babenberg s'éteignit à la mort de Frédéric II le Querelleur en 1246. Par suite du déclin de l'autorité impériale, un interrègne a suivi. En 1253, les nobles de la Styrie se prononcèrent en faveur d'un transfert du pouvoir au duc Henri XIII de Bavière ; néanmoins l'ambitieux roi Ottokar II de Bohême intervint. Il avait épousé la sœur du duc Frédéric, Marguerite de Babenberg, et fit valoir des prétentions successorales en Autriche et en Styrie. Plus tard, la nièce de Frédéric, Gertrude de Babenberg, épousa Roman de Galicie, fils du prince Daniel Romanovitch et un parent du roi Béla IV de Hongrie. À la fin de l'année, les aristocrates ont nommé Étienne V de Hongrie, fils du roi Béla IV, duc de Styrie ; il s'ensuivit de violents combats et confrontations. Finalement, Ottokar parvint à vaincre les troupes hongroises en juillet 1260. Par traité conclu le 31 mars 1261, le roi de Bohême dut retirer ses revendications sur le duché. 
En 1262, Ottokar a obtenu la concession de l'Autriche et de la Styrie des mains du roi Richard. Afin de protéger encore davantage sa position, il a fait construire de nombreuses forteresses, dont Leoben et Bruck. La situation a changé après que le comte Rodolphe de Habsbourg fut élu nouveau roi des Romains en 1273 : le 10 septembre 1276, les nobles de la Styrie et de la Carinthie se sont rassemblés à l’abbaye de Rein et firent serment d'allégeance à Rodolphe. Privé de ses fiefs, Ottokar fut vaincu et tué à la bataille de Marchfeld deux ans plus tard.

### Maison de Habsbourg

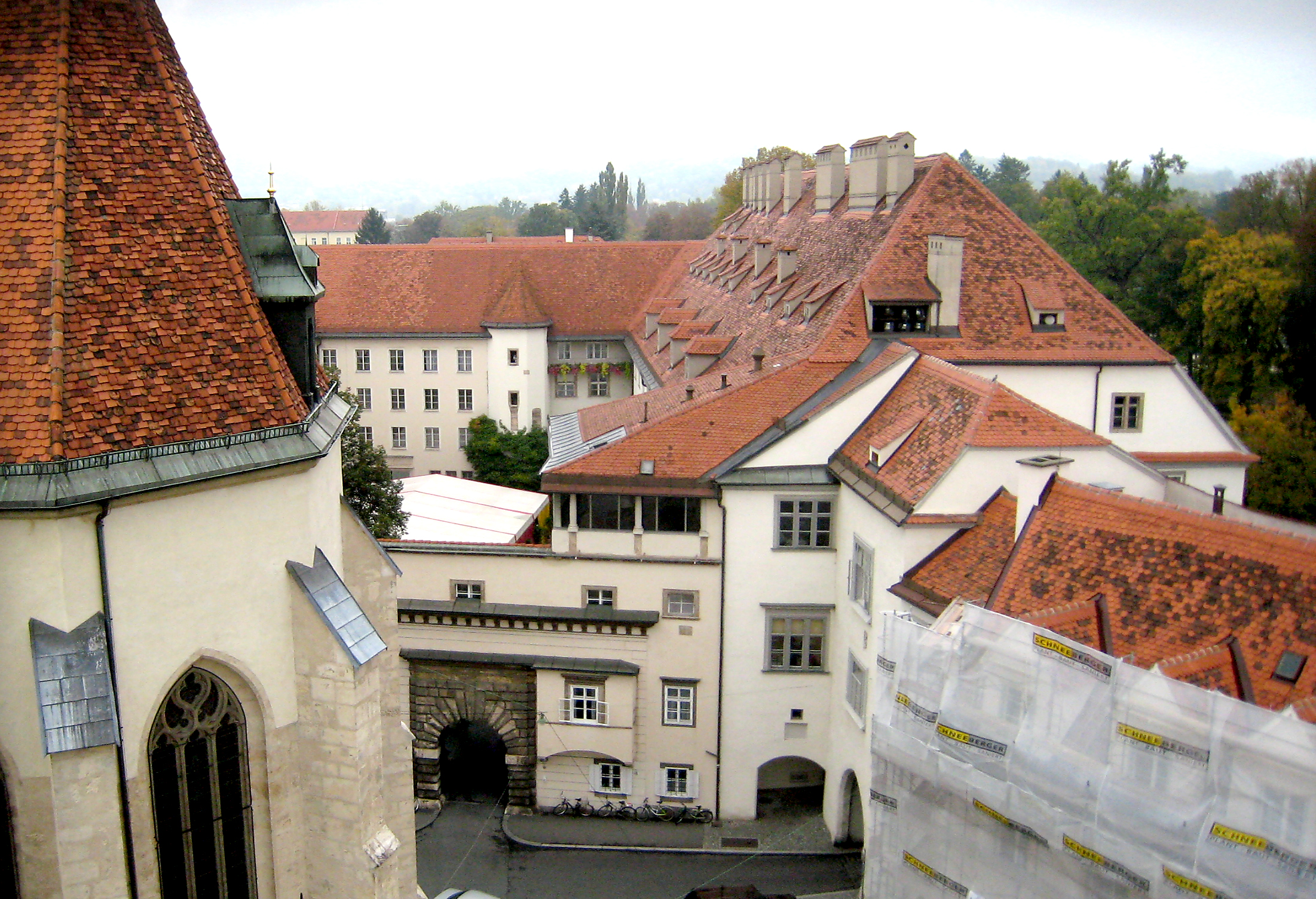
Le château de Graz, résidence des ducs à partir de 1453.

Pendant la Diète d'Empire à Augsbourg, le 17 décembre 1282, le roi Rodolphe nomme Albert et son frère Rodolphe II ducs d'Autriche et de Styrie. L'année suivante, par le « serment de Rheinfelden » (Rheinfelder Hausordnung) appliquant les principes de la primogéniture, Albert demeure seul duc. Le serment a posé les bases des territoires héréditaires des Habsbourg qui restèrent désormais en possession de la dynastie jusqu'à la fin de la Première Guerre mondiale. 
Depuis le XIIIe siècle, les régions en aval de la Mur furent colonisés ; les régions du sud le long de la Drave étaient encore habités par des paysans slovènes. La Styrie est frappée par la peste noire à plusieurs reprises entre 1348 et 1353. Après la mort du duc Rodolphe IV en 1365, ses frères Albert III et Léopold III sont convenus de partager le patrimoine : par le traité de Neuberg, signé le 9 septembre 1379, l'Autriche intérieure comprenant la Styrie, la Carinthie et la Carniole, passa à Léopold. En 1406, les possessions échurent à son fils cadet Ernest de Fer. 
Le successeur d'Ernest, le futur empereur Frédéric III pouvait à nouveau réunir tous les territoires héréditaires des Habsbourg. Pendant une longue période, il résidait à Graz où il fait bâtir le château et la cathédrale Saint-Gilles en style gothique tardif. À l'assassinat du comte Ulric de Cilley en 1456, les vastes possessions de sa dynastie sont également recouvrées par Frédéric. 
Une nouvelle fois, de 1564 à 1619, le pays est gouverné par les ducs de l'Autriche intérieure. Il est ensuite placé sous le gouvernement direct de l'archiduc d'Autriche. Durant les guerres d'invasion ottomanes aux XVIe et XVIIe siècles, cette province fut ravagée et dépeuplée. Les Turcs firent une vingtaine d'incursions en Styrie : des églises, des monastères, des villes et villages furent mis à sac et rasés tandis que leurs populations furent tuées ou emmenées comme esclaves.
Le duché de Styrie fut un État du Saint-Empire romain jusqu’à sa dissolution en 1806 et une terre domaniale jusqu’en 1918.

## Liste des ducs de Styrie
- 1180-1192 : Ottokar IV.

### Maison de Babenberg
- 1192-1194 : Léopold V d'Autriche
- 1194-1230 : Léopold VI d'Autriche

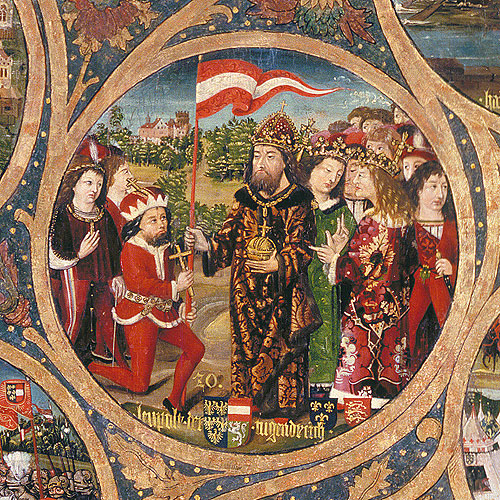
Léopold V reçoit les couleurs de l'Autriche par l'empereur Henri VI, détail de l'arbre généalogique des Babenberg (abbaye de Klosterneuburg), vers 1492.

- 1230-1246 : Frédéric II d'Autriche.

### Interrègne
- 1246-1254 : Gertrude de Babenberg
- 1254-1258 : Béla IV de Hongrie
- 1258-1261 : Étienne V de Hongrie
- 1261-1278 : Ottokar II de Bohême.

### Maison de Habsbourg
- 1278-1282 : Rodolphe Ier
- 1282-1308 : Albert Ier d'Autriche

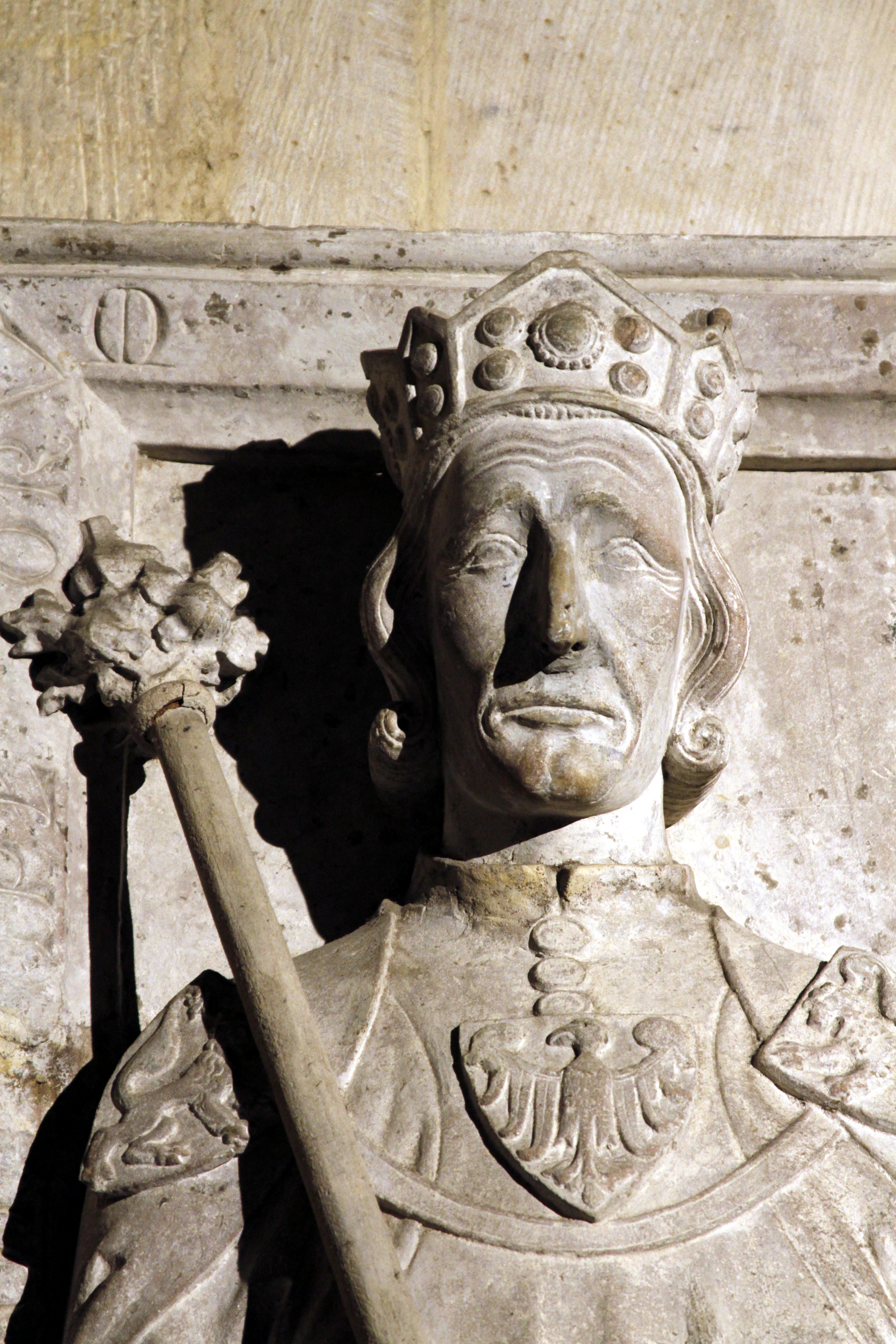
L'épitaphe de Rodolphe Ier à la cathédrale de Spire.

  - 1282-1283 : Rodolphe II d'Autriche
  - 1298-1307 : Rodolphe III d'Autriche
- 1308-1330 : Frédéric le Bel
  - 1308-1326 : Léopold Ier d'Autriche
- 1330-1358 : Albert II d'Autriche
  - 1330-1339 : Othon d'Autriche
- 1358-1365 : Rodolphe IV d'Autriche
- 1365-1379 : Albert III et Léopold III d'Autriche.

Ducs de l'Autriche intérieure selon le traité de Neuberg :
- 1365-1386 : Léopold III
- 1386-1406 : Guillaume
- 1406-1424 : Ernest de Fer
- 1424-1493 : Frédéric III, roi des Romains en 1440, empereur en 1452.

Archiducs d'Autriche :
- 1493-1519 : Maximilien Ier, roi des Romains en 1486, empereur en 1508
- 1519-1521 : Charles Quint, empereur
- 1521-1564 : Ferdinand Ier, empereur
- 1564-1590 : Charles II d'Autriche-Styrie
  - 1590-1593 : Ernest d'Autriche (régent)
  - 1593-1595 : Maximilien III d'Autriche (régent)
- 1590-1637 : Ferdinand II, empereur en 1619.

Voir Liste des souverains d'Autriche.

## Source de la traduction
- (en) Cet article est partiellement ou en totalité issu de l’article de Wikipédia en anglais intitulé « Duchy of Styria » (voir la liste des auteurs).